# Aïn Bessem
Aïn Bessem è un comune dell'Algeria, situato nella provincia di Bouira.